# Astragalus geniculatus
Astragalus geniculatus es una especie de planta del género Astragalus, de la familia de las leguminosas, orden Fabales.

## Distribución
Astragalus geniculatus se distribuye por Túnez, Argelia y Marruecos.

## Taxonomía
Fue descrita científicamente por Desf. Fue publicada en Fl. Atlant. 2: 186 (1799).